# NGC 3758
NGC 3758 је спирална галаксија у сазвежђу Лав која се налази на NGC листи објеката дубоког неба.
Деклинација објекта је + 21° 35' 49" а ректасцензија 11h 36m 29,1s. Привидна величина (магнитуда) објекта NGC 3758 износи 14,3 а фотографска магнитуда 15,2. NGC 3758 је још познат и под ознакама MCG 4-27-73, MK 739, CGCG 126-110, IRAS 11338+2152, PGC 35905.